# Dear Mr. President (песма)
Dear Mr. President је пети сингл са албума „I'm Not Dead“ америчке певачице Пинк. Тескт је написао Били Мен, а песма је написана у форми отвореног писма тадашњем америчком председнику Џорџу Бушу.
Пинк је изјавила да је то једна од најзначајнијих песама које је написала у свом животу, као и да због критика упућених председнику никада није објављена у САД.

### Пријем
Песма је у Аустралији, Аустрији и Немачкој достигла златни тираж али у осталим земљама није достигла значајнији успех на топ-листама. Укупно је продато милион примерка.

### Музички спот
Спот за песму је снимак уживог наступа у лондонској Вембли арени уз пратњу бенда Indigo Girls.

### Топ листе
| Земља                | Врх |
| -------------------- | --- |
| Аустрија             | 1   |
| Белгија              | 1   |
| Уједињено Краљевство | 34  |
| Канада               | 55  |
| Немачка              | 3   |
| САД                  | -   |
| Холандија            | 37  |
| Швајцарска           | 3   |
| Шведска              | 18  |